# Kavyamata
Kavyamata — također poznata kao Usanas — lik je iz hinduističke mitologije. Ona je supruga mudraca Bhrigua (Bhṛgu), kojeg je stvorio bog Brahma. Sin Kavyamate i njenog supruga je Shukra (शुक्र) — bog planeta Venere te otac kraljice Devayani.

## Mitovi
Prema svetom tekstu Devi-Bhagavata Purana, Kavyamata je imala veliku moć, ali ju je ubio bog Višnu, kojeg je potom prokleo njezin suprug, shrvan ženinom smrću. Bhrigu je zatim uskrsnuo svoju suprugu koristeći svetu vodu.